# Gonggongui jeog 2
Gonggongui jeog 2 (kor.: 공공의 적2) – południowokoreański dramat filmowy w reżyserii Kanga Woo-suk, którego premiera odbyła się 27 lutego 2005 roku.

## Fabuła
Chul-jung Kang (Sol Kyung-gu) – prokurator – profesjonalista o doskonałym charakterze, zajmuje się w większości stawianiem przed sądem przedstawicieli wyższej klasy społecznej, w szczególności skorumpowanych urzędników.

## Obsada
Źródło: Filmweb

- Sol Kyung-gu – Kang Chul-jung
- Lee Sung-jae
- Kim Jeong-hak
- Park Geun-hyung – wiceprezydent
- Jung Joon-ho – Han Sang-woo
- Uhm Tae-woong – Song Jung-hoon
- Lim Seung-dae – prokurator Jo
- Park Sang-wook – Kang Suk-shin

## Nominacje
Źródło: cinemasie.com
| Rok  | Miejsce           | Kategoria             | Nominowani   | Wynik     |
| ---- | ----------------- | --------------------- | ------------ | --------- |
| 2005 | Grand Bell Awards | Best Actor            | Sol Kyung-gu | Nominacja |
| 2005 | Grand Bell Awards | Best Supporting Actor | Kang Shin-il | Nominacja |
| 2005 | Grand Bell Awards | Best Screenplay       | Kim Hee-jae  | Nominacja |